# سید موسی شبیری زنجانی
سید موسی شُبیری زنجانی (زادهٔ ۱۳۰۶ در قم) فقیه، مرجع تقلید شیعه ایرانی و یکی از شش نفر مرجع تقلید فعلی مورد تأیید جامعه مدرسین قم است.

## زندگی
پدرش سید احمد زنجانی سال‌ها در مدرسه فیضیه قم نماز جماعت را برگزار می‌کرد که بسیاری از جمله سید روح‌الله خمینی در نمازش شرکت می‌کردند. اکنون سال‌هاست که او به جای پدرش امام جماعت نماز مغرب و عشا در حرم فاطمه معصومه و نماز ظهر و عصر در مدرسه فیضیهٔ است.

## تحصیلات
وی پس از گذراندن تحصیلات ابتدایی، فراگیری علوم دینی را آغاز کرد و مقدمات و ادبیات و سطح را به پایان رساند. او از سال ۱۳۱۷ شمسی تحصیلات حوزوی خود را در قم آغاز کرد و در دو دوره پس از ۱۳۳۲ برای فراگیری علوم دینی به نجف نیز رفت.
از سید احمد زنجانی (پدرش)، سیدمحمد محقق داماد، ابوالقاسم خویی ،سیدمحمد حجت کوه کمری و سید حسین طباطبایی بروجردی، فقه و اصول را فرا گرفت.
از جمله روحانیونی که در دوران تحصیل با وی در ارتباط بودند می‌توان به سید محمد بهشتی، سید موسی صدر، سید رضا صدر، سید عزالدین حسینی زنجانی ،سید مهدی حسینی روحانی، سید عبدالرحیم هاشمی نسب، میرزا علی احمدی میانجی، سید عبدالکریم موسوی اردبیلی، سید ابوالفضل میرمحمدی، سید اسماعیل موسوی زنجانی، و محقق طباطبایی، عبدالکریم خوئینی زنجانی و شیخ حسن حیدری زنجانی از حوزه علمیه نجف اشاره کرد.

## شاگردان
او از سال ۱۳۴۷ تا امروز به تدریس در حوزه علمیه قم مشغول است و سید محمد خاتمی، عبدالله نوری، سید حسن و سید حسین خمینی، محمد هادی مفتح، نورالله عطاردی تهرانی، عبدالمجید معادیخواه و دو فرزند سید علی خامنه‌ای به عنوان شاگردان شناخته شده وی می‌توان نام برد.
سایر شاگردان وی عبارتند از: مهدی شب‌زنده‌دار، سید رضی موسوی شکوری ،مسیح بروجردی، سید محمد شبیری و سید جواد شبیری.

## مرجعیت

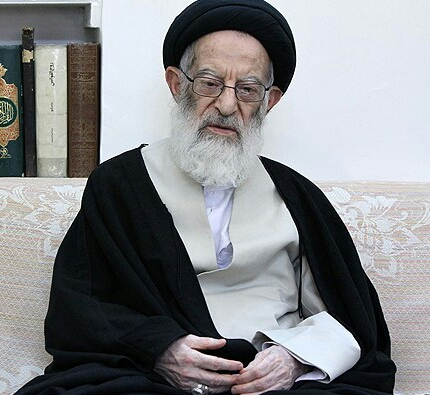
شبیری زنجانی در سال ۱۳۹۲

در سال ۱۳۷۳ یکی از هفت مرجعی بود که پس از درگذشت محمدعلی اراکی از سوی جامعه مدرسین حوزه علمیه قم معرفی شد، اما مدت زیادی از تن دادن به مرجعیت خودداری کرد. وی پرداخت شهریه برای طلبه‌ها در قم ندارد. همچنین وی تا نیمه سال ۱۳۹۲ اقدام به تأسیس سایت برای دفتر خود نکرد. زندگینامه خود را انتشار نداده بود. تا سال ۱۳۷۷ رساله توضیح‌المسائلی منتشر نکرده بود و همین عوامل باعث شده شهرت چندانی در میان عموم نداشته باشد.

## دیدگاه‌ها
- اعتقاد به «عدم حجیت خبر واحد» و نظریه انسداد از دیدگاه‌های ویژه شبیری زنجانی در اصول فقه است.
- وی معتقد است، ورود طلاب علوم دینی، به مسائل روزمره سیاسی موجب افت تحصیلی آنها شده و با این کار برخی طلاب، مخالف است.
- جمله «افراط در عزاداری، منجر به تفریط در آن می‌شود.» منسوب به اوست.
- در اذان و اقامه، شهادت ثالثه را به نحو متعارف میان شیعه، ذکر نمیکند و برای همین صدا و سیما اذان و اقامه نماز ایشان را پخش نمیکند. 
- وی به آرای سید محسن حکیم و سید ابوالقاسم خویی توجه ویژه دارد. 
- ایشان اعتقاد به انسداد باب علم دارد و شیخ اعظم انصاری را نیز، از پیروان این تفکر میداند. 
- او اختیارات گسترده حکومتی برای فقها را نپذیرفته است. 

## فعالیت‌های سیاسی

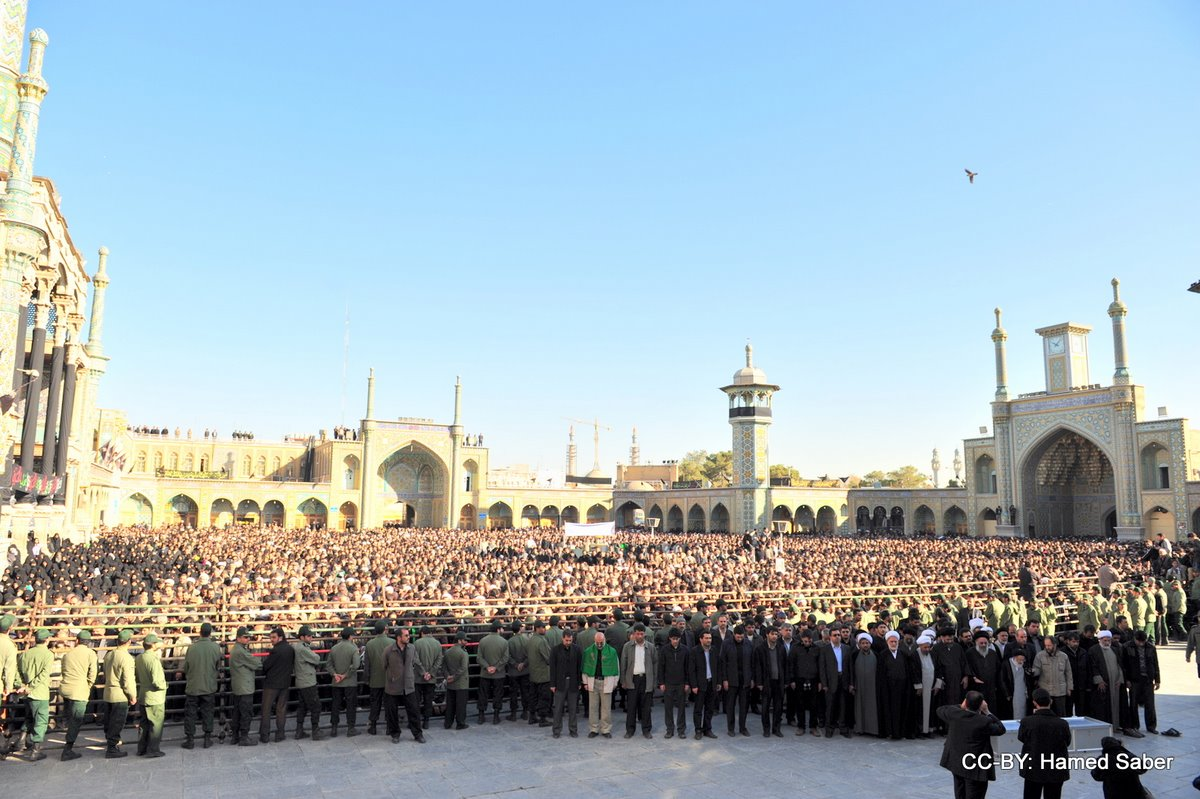
نماز شبیری زنجانی بر حسینعلی منتظری

اینگونه معروف شده‌است که شبیری دخالت چندانی در مسائل حکومتی ندارد و از علنی کردن انتقاد و نظرات خود خودداری می‌کند و به رایزنی‌ها و چانه‌زنی‌های پشت پرده باور دارد ولی درعین حال تلاش فراوانی برای رهایی حسینعلی منتظری از حبس خانگی نمود. با توجه به اینکه فرزندان سید علی خامنه‌ای شاگرد وی بوده‌اند، اعتراض او نقش مهمی در رفع حصر حسینعلی منتظری داشت.
او همچنین در آزادی محسن میردامادی که به خاطر همراهی با «اعتراضات سال ۸۸» به زندان افتاده بود، نقش به‌سزایی داشت که در همان زمان محسنی اژه‌ای در تلویزیون ایران، از آزادی میردامادی با «وساطت یکی از مراجع» خبر داد.
نام شبیری پیش از انقلاب ۱۳۵۷ در چند اعلامیه و نامه سرگشاده مشهور علیه مقامات وقت سلطنتی دیده می‌شود.
درپی انتشار فایل صوتی مکالمات حسینعلی منتظری با اعضای هیئت مرگ سال ۶۷ (اعدام سراسری زندانیان سیاسی) که طی آن گفتگو، وی به اعدام‌های مذکور اعتراض نموده بودند، احمد منتظری فرزند وی، به دلیل انتشار این فایل صوتی و با اتهامات «اقدام علیه امنیت ملی، افشای فایل دارای طبقه‌بندی سری و تبلیغ علیه نظام»، در ۷ آذر ۱۳۹۵ توسط دادگاه ویژهٔ روحانیت به ۲۱ سال حبس تعزیری و سه سال خلع لباس محکوم گردید. منابع خبری در ۱۴ اسفند همان سال، خبر آزادی احمد منتظری را با پا در میانی یکی از مراجع تقلید، منتشر نمودند. برخی منابع خبری، این مرجع تقلید را سید موسی شبیری زنجانی می‌دانند.
در سال ۱۳۸۸، او به همراه سید عبدالکریم موسوی اردبیلی با حسینعلی منتظری دیدار کردند. در این دیدار که در دهکدهٔ خاوه از توابع شهر قم (محل سکونت تابستانی منتظری) صورت گرفت، دربارهٔ مسایل فقهی باهم تبادل افکار کردند. وی همچنین در سال ۱۳۸۹ در جریان نخستین سفر سید علی خامنه‌ای به شهر قم پس از انتخابات ریاست جمهوری سال ۸۸، در دفترش در قم با او دیدار کرد. در سال ۱۳۹۷ شبیری زنجانی به منزل عبدالله نوری رفت که در آنجا عده‌ای از اصلاح‌طلبان از جمله سید محمد خاتمی حضور داشتند و با او دیدار کردند که این دیدار وی با واکنش تند محمد یزدی روبرو شد.
او بر پیکر هاشم تقدیری سبزواری، حسینعلی منتظری، سید جلال‌الدین طاهری، سید عزالدین حسینی زنجانی، سید عبدالکریم موسوی اردبیلی، سید صادق فقیه سبزواری، محی‌الدین حائری شیرازی، سید مجتبی موسوی لاری، سید ابوالفضل میرمحمدی و یوسف صانعی نماز میت اقامه کرده‌است.

### نامه محمد یزدی
در ۵ آبان ماه ۱۳۹۷ نامه‌ای سرگشاده با امضای محمد یزدی دبیرکل جامعه مدرسین حوزه علمیه قم خطاب به سید موسی شبیری زنجانی منتشر شد که به دلیل ملاقات وی با بزرگان اصلاح طلب از جمله محمد خاتمی و عبدالله نوری و موسوی خوئینی‌ها (که بعضی سابقاً از شاگردان وی بوده‌اند) به وی اعتراض کرد و این ملاقات را موجب ناراحتی و تعجب خواند و خواستار عدم تکرار چنین مواردی شد.

#### واکنش‌ها
لحن این نامه، واکنش‌های متفاوتی در میان بعضی مراجع، علما، حوزویان و دانشگاهیان بود و بازتاب گسترده در فضای مجازی و روزنامه‌ها به دنبال داشت. از جمله این واکنش‌ها، استعفاء عندلیب همدانی (عضو شورای عالی جامعه مدرسین حوزه علمیه قم) از این شورا بود. سید محمد غروی از اعضای جامعه مدرسین آن را خطای استراتژیک از طرف یزدی دانست. هاشم‌زاده هریسی، محسن غرویان، بیات زنجانی حفظ حرمت مرجعیت را متذکر شدند. جمعی از طلاب نیز با ارسال نامه سرگشاده‌ای خطاب به رئیس جامعه مدرسین، از انتشار نامه او ابراز تأسف و تأثر کردند. علی مطهری در واکنش به این نامه اظهارات یزدی را تهدیدآمیز و موجب وهن روحانیت و حوزه توصیف کرد. علی شکوری‌راد دبیرکل حزب اتحاد ملت هم خطاب به محمد یزدی نوشت، شما به‌خوبی مقام علمی، اخلاقی و مرجعیت شبیری زنجانی را می‌دانید. این نوع حرمت شکنی حریمی را باقی نمی‌گذارد.

## تالیفات

### در فقه[۲۱]
1. تحریر الجواهر (کتاب حج)
2. تجری فتاوی الجواهر (کتاب حج)
3. شرح بر حج عروة الوثقی (فصل اقسام حج)
4. حاشیه بر جامع احادیث شیعه مخصوصاً کتاب حج که او بر بسیاری از احادیث این کتاب حاشیه‌های متنی و سندی نوشته‌است تا در موارد نیاز، ساده و قابل فهم باشد.
5. پژوهش‌هایی در احکام حج
6. برگزیده‌هایی از کتب فقهی و حدیثی و … به ویژه آنچه با کتاب حج ارتباط دارد.
7. توضیح المسائل فارسی
8. دروس اجاره
9. دروس خمس، تقریرات این دروس به تفکیک هر درس در ۶ مجلد تنظیم و منتشر شده که البته تنظیم کاملی نیست.
10. دروس نکاح، تقریرات این دروس به تفکیک هر درس به گونه نسبتاً مطلوبی تنظیم شده که تاکنون ۲۰ مجلد آن انتشار یافته‌است.
11. تقریرات پراکنده‌ای از دروس اساتید
12. بحث‌هایی در تعادل و تراجیح
13. بحث‌هایی در قاعده فراغ و تجاوز
14. کتب مناسک حج (به فارسی و عربی و مناسک مختصری به فارسی با نام مناسک زائر مطابق با فتاوای او)

### در حدیث و رجال و درایه[۲۱]
1. حاشیه بر اکثر کتب حدیثی به ویژه دربارهٔ سند آنها، بالاخص در کتب اربعه
2. دو تعلیقه بر رجال شیخ: تعلیقه کبیره (تا اواسط باب ما روی عن النبی صلی الله علیه و اله من الحابه) در یک مجلد، و تعلیقه صغیره (تا آخر کتاب) در یک مجلد.
3. تعلیقات بر کتب رجالی همچون کتاب رجال نجاشی، کتاب رجال نجاشی با تحقیق دقیق او انتشار یافته‌است که البته در آن تنها به ارائه متنی صحیح (نزدیکترین متن به متن مؤلف با توجه به نسخه‌های موجود اکتفا شده‌است.
4. دروس در درایه و قواعد کلی علم رجال
5. فهارس رجالی بر اسناد اکثر کتب حدیثی (بجز کتب اربعه) در مجلدات بسیار. این فهارس با دو روش ترتیب الاسانید و اعلام الاسانید با تعیین راوی و مروی عنه تنظیم شده و از آنجا که در معجم رجال الحدیث و نیز در تجرید اسانید الکافی و تجرید اسانید التهذیب سید حسین طباطبایی بروجردی فهرست رجالی کتب اربعه (تا حد نسبتاً مطلوبی) ارائه شده، فهارس او به دیگر کتب حدیثی اختصاص یافته‌است.
6. اسناد اصحاب اجماع با تعیین راوی و مروی عنه (در پنج جلد) او از فهارس رجالی که سال‌ها وقت و تلاش طاقت فرسا برای تهیه آن صرف کرده‌اند، در بررسی مباحث رجالی و اثبات مبانی خاص خود و نیز در تعلیقاتی که بر اسناد احادیث زده‌اند، استفاده شایانی نموده، و در کنار آن‌ها از فهارس دیگر و نرم‌افزارهای رجالی بهره‌مند می‌باشند.

### متفرقه
«[امروزه دیگر] طلبه‌ها محبوبیت سابق را ندارند. در گذشته این صنف محبوب و مورد احترام بود… این‌ها مصیبت‌هایی است که اگر چه سخت است اما باید قبول کرد.»
سید موسی شبیری زنجانی از مراجع تقلید مستقر در قم.

- جرعه‌ای از دریا (مجموعه مقالات از وی و همچنین حکایاتی از بزرگان به نقل از وی) این کتاب در مؤسسه کتابشناسی شیعه تهیه و تدوین شده‌است و تا امروز سه جلد از آن منتشر شده‌است که شامل سه بخش زیر است:

1. فصل اوّل: حاشیه‌های ایشان بر کتب عربی
2. فصل دوم: حاشیه‌های ایشان بر کتب فارسی
3. فصل سوم: طریقیات

حاشیه‌های او جنبه علمی دارد و قسمت سوم دربارهٔ شخصیتهای علمی و فرهنگی جهان اسلام به‌خصوص شیعه بحث شده‌است.
این کتاب تا جلد چهارم و پنجم ادامه دارد و هم‌اکنون در حال آماده‌سازی است.